# Зиньковское
Зиньковское, до ВОВ Зинько́вский хутор. (укр. Зіньківське) — село, Малорогозянский сельский совет, Золочевский район, Харьковская область, Украина.
Код КОАТУУ — 6322684003. Население по переписи 2001 года составляло 15 (5/10 м/ж) человек. На состояние 2019 года село считается вымершим. Но в селе до сих пор живут дачники, которые не числятся жителями и не прописаны.

## Географическое положение
Село Зиньковское находится в 4-х км от реки Рогозянка (правый берег), в 5-и км от реки Уды (правый берег), в 4-х км от реки Криворотовка (левый берег), на расстоянии в 5 км расположено село Малая Рогозянка, в 3-х км — пгт Ольшаны.
К селу примыкает лесной массив урочище Хотыч (дуб) и садовые участки.

## История
- 19 век — дата основания.
- 1924 — дата присвоения статуса села.
- В 1940 году, перед ВОВ, на хуторе Зиньковском были 73 двора, две ветряные мельницы и кирпичный завод.[1].
- 2019 — село опустело. Хотя на данный момент, там живут дачники, которые не числятся жителями.

## Экономика
- Лесничество (до 2018)